# Giambologna
Giambologna [jäm'bōlō'nyä] (Dowaai, 1529 – Florence, 13 augustus 1608), ook wel Jean Bo(u)logne, Giovanni Bologna of Giovanni da Bologna genoemd, was een Vlaams beeldhouwer en een van de belangrijkste vertegenwoordigers van de maniëristische stijl. Hij tekende zijn sculpturen vaak met de vermelding Flandri of Belgae als verwijzing naar zijn vaderland.

## Biografie

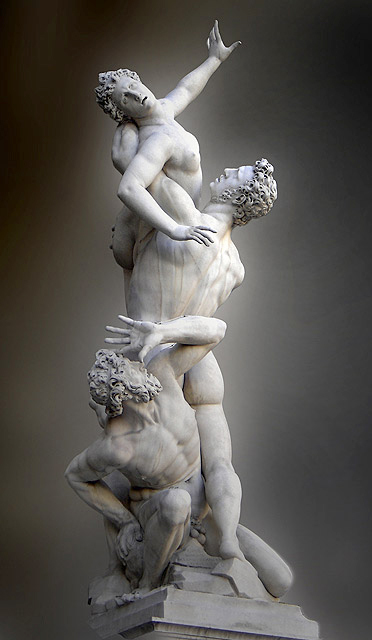
De Sabijnse maagdenroof, Loggia dei Lanzi, Florence

Giambologna werd als Jean (de) Boulogne geboren in het Franstalige deel van Vlaanderen en werd onder meer in Antwerpen als beeldhouwer opgeleid. Ook werkte hij als leerling van Jacques Dubrœucq aan de Sint-Waltrudiskerk van Bergen. Na deze opleiding trok hij in 1554 in gezelschap van Cornelis Floris de Vriendt naar Italië om er antieke sculpturen en werken van Michelangelo te bestuderen.
Zo goed als de rest van zijn leven werkte hij aan het hof van de Medici in Florence. Hij realiseerde de maniëristische idealen in zijn levensgrote sculpturen. Zijn bronzen standbeelden waren in moeilijke posities gedraaid en waren vaak zwaar en gespierd.
Het werk van Giambologna is door opvolgers veel gebruikt als lesmateriaal en heeft zelfs in de barokke periode nog invloed gehad.

## Werken
Een van zijn bekendste werken is de Sabijnse maagdenroof in de Loggia dei Lanzi te Florence. Daar is ook zijn Hercules en de centaur Nessus te zien. Veel van zijn andere sculpturen staan in het Bargellomuseum van die stad. De Apennijnenreus bevindt zich in het park van de Villa di Pratolino in Vaglia.
Van Samsom en de Filistijnen staat een bronzen miniatuur in het Musée des Arts Décoratifs te Parijs. Het werd op 10 januari 2015 van zijn plek genomen, maar de beveiliging kwam er vrij snel achter en liet het museum ontruimen. 's Avonds werd het kunstwerk ontdekt in een prullenbak in de toiletten.

## Leerlingen
- Pietro Tacca was een leerling van Giambologna
- Adriaen de Vries ging in 1581 stage lopen bij Giambologna

## Galerij

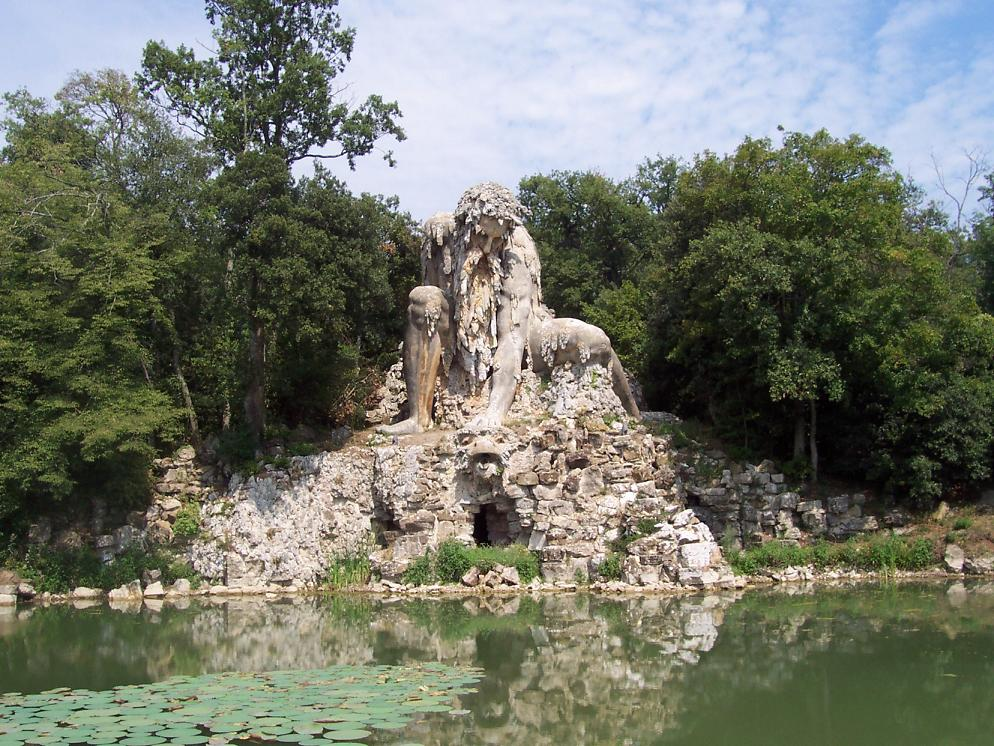
L'Appennino, een reusachtig allegorisch beeld van de Apennijnen
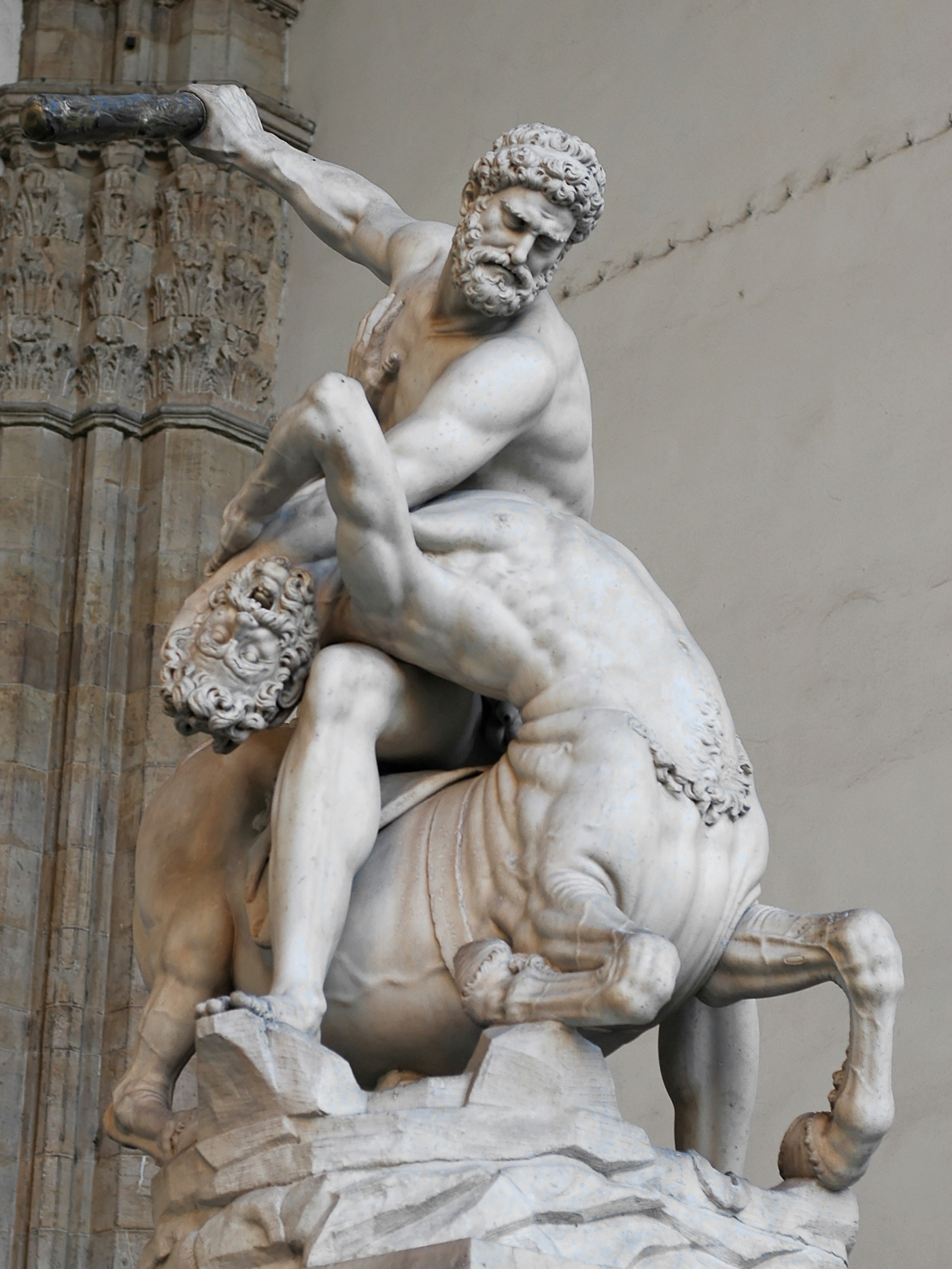
Hercules en de centaur Nessus, marmer (Loggia dei Lanzi, Florence)
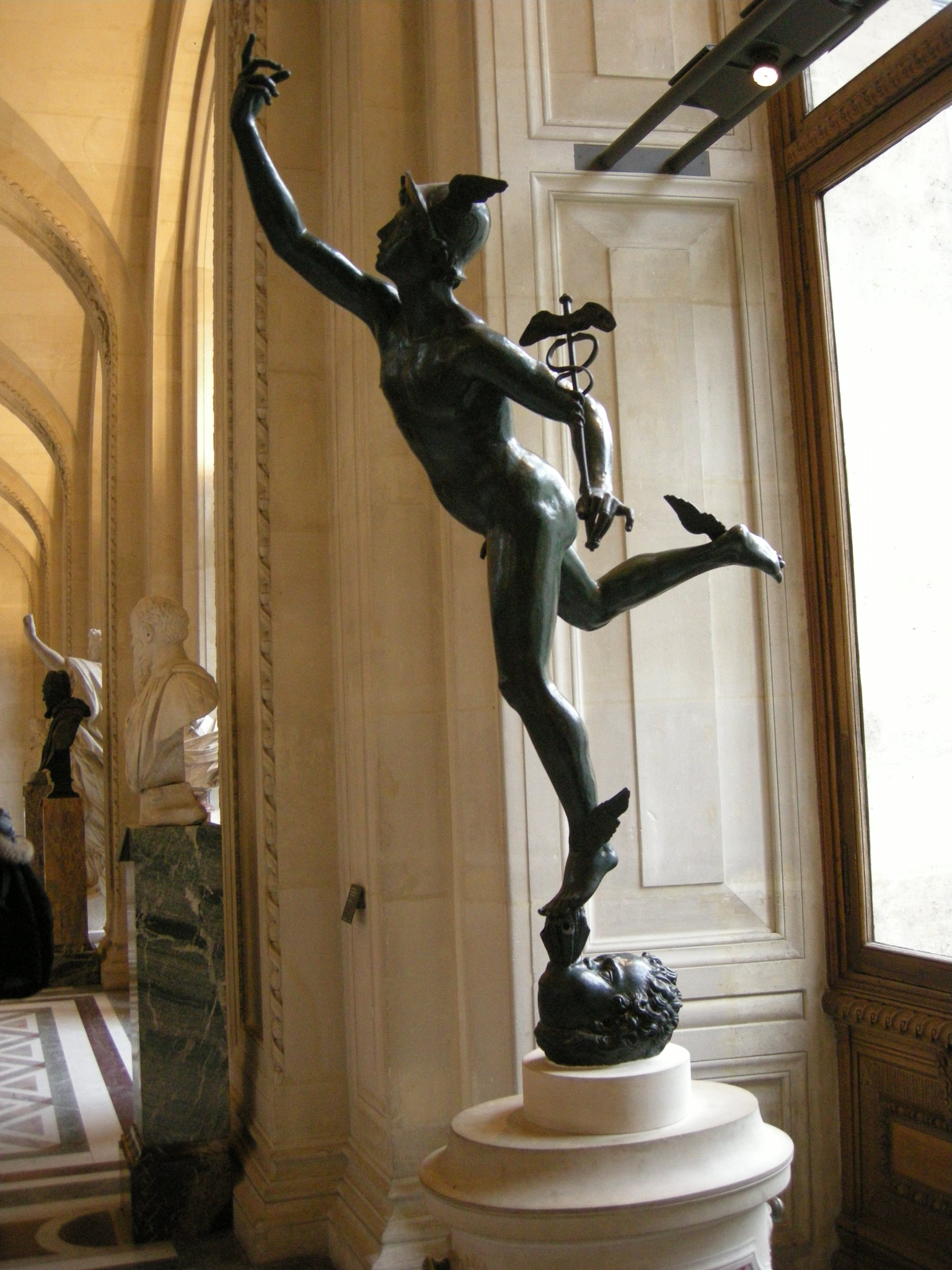
Mercurius, brons (Louvre, Parijs)
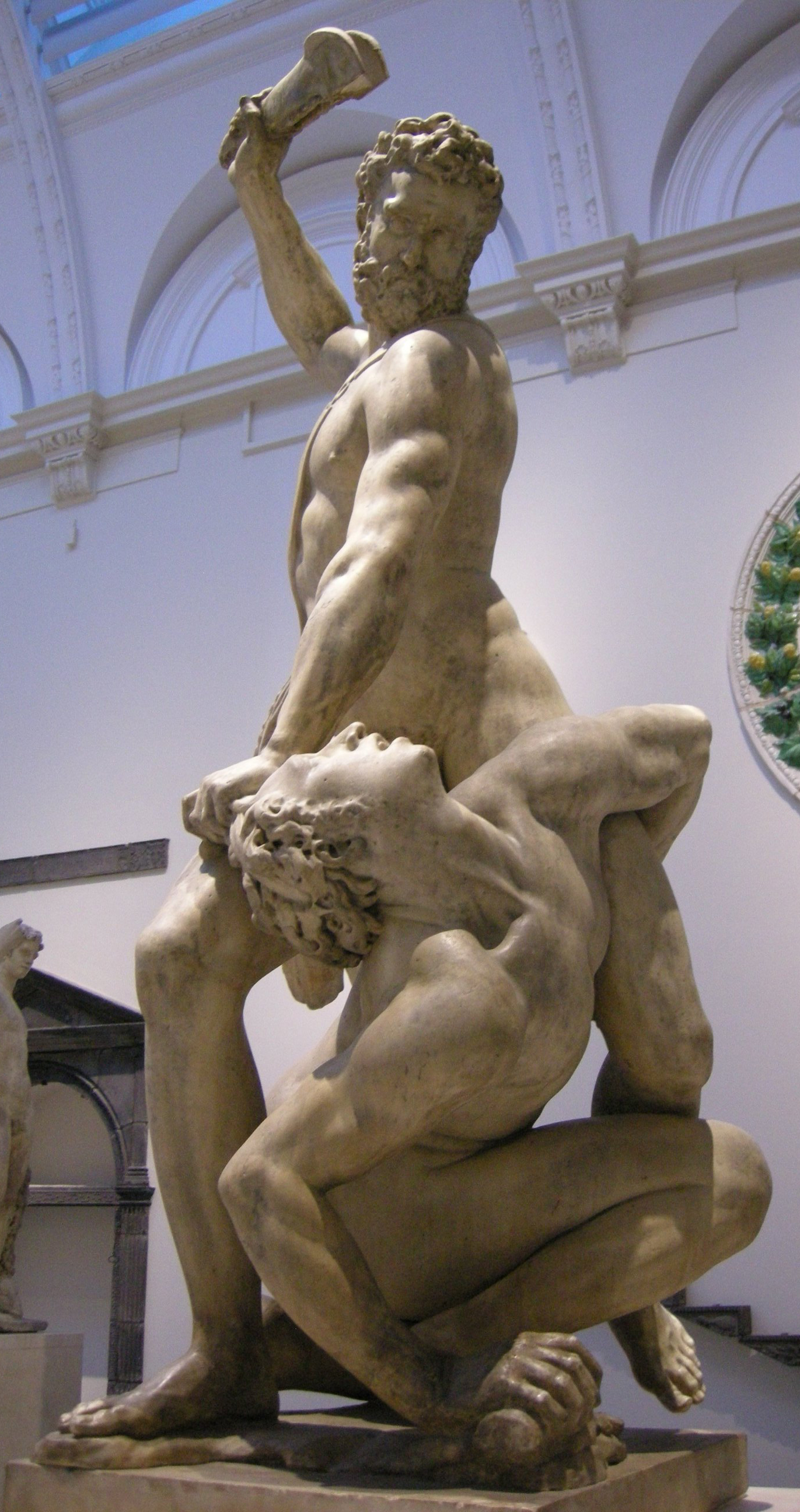
Samson en de Filistijnen (Victoria and Albert Museum, Londen)